# 佐藤與三
佐藤 與三（さとう よぞう、1843年9月16日（天保14年8月23日） - 没年不詳）は、明治期の商工官僚。官選群馬県知事。

## 経歴
長門国阿武郡萩平安湖町（現萩市）に生まれる。
明治5年（1872年）工部省五等出仕に任官。さらに鉄道助・燈台権守を務めた。1873年、燈台頭に昇進。以後、工部大書記官として、鉱山権頭、鉱山局長、内国勧業博覧会審査部長、工作局長、総務局鉱山課長、品川硝子製造所長、参事院員外議官補などを歴任。
1884年7月30日、群馬県令に就任。1886年7月19日、地方官官制改正に伴い同県知事となる。明治21年（1888年）6月限りで廃止とされた公娼について、同年5月に廃娼延期令を発布し、世論の反発を受けて廃止の期限を限るなどの妥協を行うが、県会から辞職を迫られ議会解散を行う。しかしその結果は解散前とほぼ同じ大勢となり、1891年の臨時県会で知事辞職勧告が可決された。そのため、同年4月9日、知事を非職となる。1893年2月21日、依願免本官（諭旨退官）となり退官した。

## 栄典・受章・受賞
位階
- 1884年（明治17年）8月30日 - 正五位[8]
- 1886年（明治19年）10月28日 - 従四位[9]
- 1893年（明治26年）2月28日 - 正四位[10]

勲章等
- 1885年（明治18年）4月7日 - 勲四等旭日小綬章[11]
- 1888年（明治21年）5月29日 - 勲三等旭日中綬章[12]
- 1889年（明治22年）11月25日 - 大日本帝国憲法発布記念章[13]
- 1891年（明治24年）4月21日 - 日本赤十字社特別社員章[14]